# Rio Garcia
Rio Garcia är ett vattendrag i Brasilien.   Det ligger i delstaten Santa Catarina, i den södra delen av landet, 1 200 km söder om huvudstaden Brasília.
Runt Rio Garcia är det i huvudsak tätbebyggt. Runt Rio Garcia är det tätbefolkat, med 591 invånare per kvadratkilometer.